# Rotlichtüberwachung

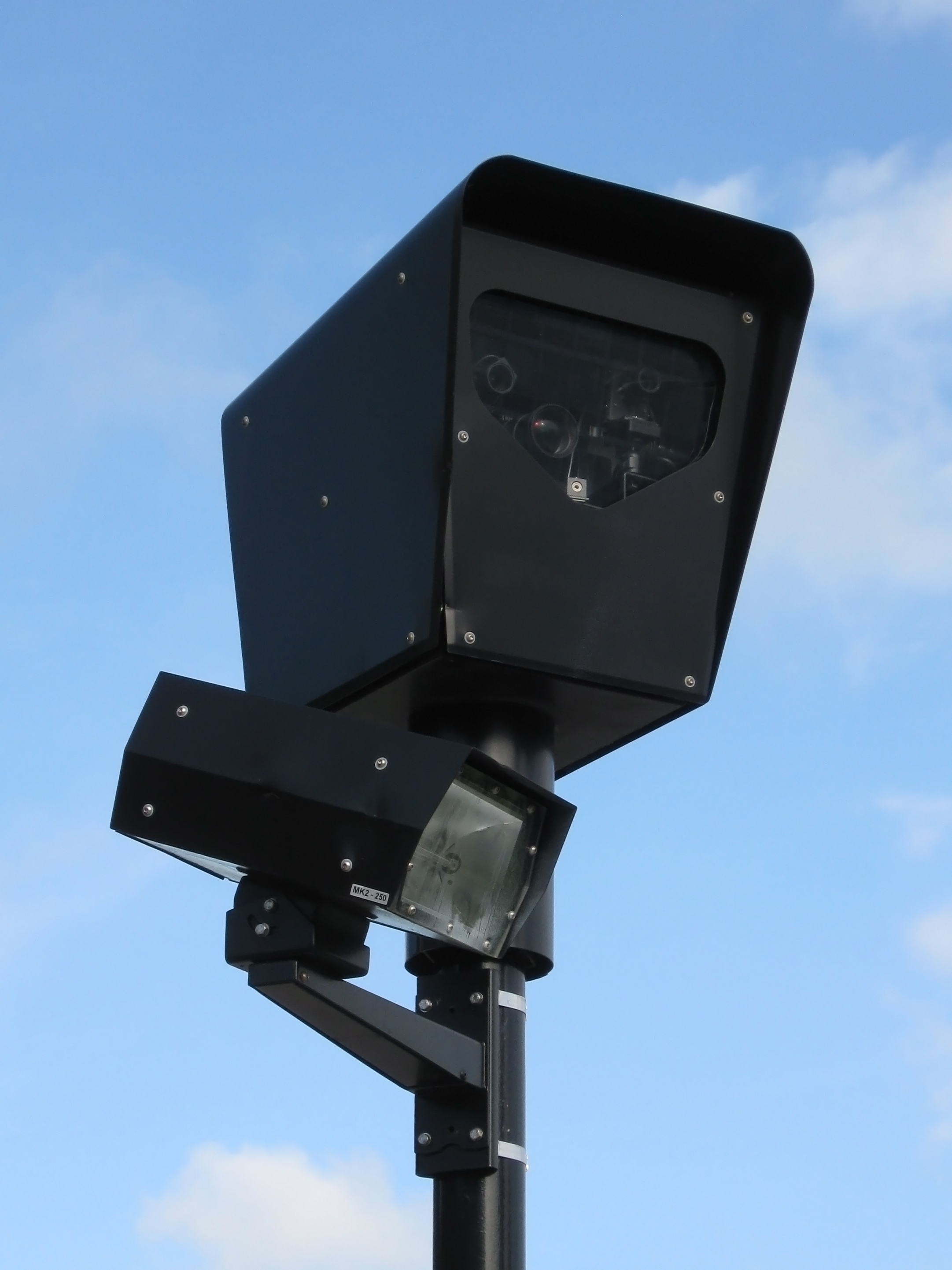
Kamerapaar zur Rotlichtüberwachung

Rotlichtüberwachung bezeichnet verschiedene Maßnahmen von Polizei und Ordnungsbehörden zur Überwachung der Beachtung des Rotlichtes einer Lichtzeichenanlage im Straßenverkehr mit Gefährdungspotenzial und Unfallschwerpunkt. Da neben Geschwindigkeitsüberschreitung, zu geringem Sicherheitsabstand und Telefonieren mit dem Mobiltelefon während des Steuerns eines Fahrzeuges der Rotlichtverstoß zu den häufigsten Delikten im fließenden Verkehr zählt, befanden sich im Jahr 2014 auf Deutschlands Straßen 4220 fest installierte Radarfallen (davon 4175 mit Winkelmessung). Bei stationärer und auch mobiler Überwachung richten sich die Strafen bzw. die Bußgelder danach, wie lange die Anzeige des Gelb-/Rotlichtsignales beim Überfahren bereits andauerte und ob der Tatbestand der Gefährdung anderer Verkehrsteilnehmer (eventuell mit Unfallfolge) erfüllt wurde.

## Stationäre Rotlichtüberwachung
Zur dauerhaften Überwachung besonders gefährdeter Kreuzungen kommen stationäre Einrichtungen zum Einsatz. Diese werden im Volksmund häufig als „Blitzer“, „Blitzampeln“ oder „Rotblitzer“ bezeichnet. Es handelt sich dabei äußerlich um gewöhnliche sogenannte „Starenkästen“, die unmittelbar hinter der überwachten Kreuzung aufgestellt werden. Die technischen Details sind jedoch aufgrund der benötigten Funktionalität wesentlich komplexer als bei vergleichbaren Einrichtungen zur Geschwindigkeitsüberwachung.

### Geschichte
Die erste „fotografische Rotlichtüberwachung“ in Deutschland wurde am 15. November 1960 in Frankfurt am Main in Betrieb genommen. Die Aufnahmen erfolgten auf gewöhnlichem Schwarz-Weiß-Film. Jahrzehnte später gab es eigens für diesen Zweck Spezialfilme, z. B. von Kodak den Kodak Hawkeye Traffic Surveillance Color Film.

### Rechtliches
Um Verkehrsteilnehmern einen Rotlichtverstoß nachweisen zu können, ist eine genaue Dokumentation des Tatablaufes erforderlich. Damit ein Rotlichtverstoß vorliegt, muss der Fahrer bei (für seine Fahrtrichtung gültigem und für ihn sichtbarem) rotem Lichtzeichen in den durch die Lichtzeichenanlage geschützten Bereich eingefahren sein. Auch wer bei Grün die Haltlinie überfährt, dann jedoch zwischen Haltlinie und Lichtzeichenanlage staubedingt warten muss und erst in den Schutzbereich einfährt, wenn die Ampel schon Rot zeigt, begeht einen Rotlichtverstoß, der mit Fahrverbot bedroht ist.
Tatsächlich existieren auch anderslautende rechtskräftige Urteile, die ein Überfahren der Haltlinie während der Grünphase und aufgrund Rückstaus ausgelöster Überwachungsanlagen überhaupt nicht ahnden oder nur sehr milde (Haltlinie überfahren / Kreuzung nicht frei geräumt) bestraft wurden.
Wurde bei Rot lediglich die Haltlinie überfahren, aber noch vor dem Beginn des Schutzbereiches der Lichtzeichenanlage angehalten, liegt lediglich ein Haltlinienverstoß vor, der zumeist weit weniger gravierende Sanktionen zur Folge hat.
Darüber hinaus muss die bereits verstrichene Dauer der Rotphase zum Tatzeitpunkt dokumentiert werden, um gegebenenfalls einen qualifizierten Rotlichtverstoß (Rotphase dauerte bereits länger als eine Sekunde an) nachweisen und die entsprechend schwereren Sanktionen verhängen zu können. Die Zeitangaben sind in 1/100 Sekunden anzugeben. Ebenfalls relevant ist die Dauer der vorangegangenen Gelbphase, da die Entscheidung des Fahrers für das Weiterfahren hierdurch maßgeblich mitbestimmt wurde.

### Funktionsweise
Die Feststellung der erforderlichen Fahrzeugbewegungen erfolgt zum Beispiel durch zwei in die Fahrbahn eingelassene Induktionsschleifen. Die erste Schleife befindet sich unmittelbar hinter der Haltlinie, die zweite vor dem Beginn des Schutzbereiches der Lichtzeichenanlage. Die Steuerung der Überwachungseinrichtung ist technisch an die Steuerung der Lichtzeichenanlage gekoppelt. Mit dem Beginn der Rotphase (zuzüglich einer geringfügigen Messtoleranz) wird die Anlage aktiviert. Sobald ein Fahrzeug die erste Induktionsschleife überfährt, wird automatisch die Aufnahme eines Beweisfotos mit der hinter der Kreuzung aufgestellten Kamera ausgelöst. Die bereits verstrichene Dauer von Rotphase sowie der vorangegangenen Gelbphase werden in das Foto eingeblendet. Beim tatsächlichen Vorliegen eines Rotlichtverstoßes erfolgen mithin zwei Aufnahmen, die der Fahrer auch durch zwei aufeinanderfolgende Lichtblitze wahrnehmen kann.
Bei älteren Überwachungseinrichtungen wird teilweise lediglich ein Heckfoto des Fahrzeuges aufgenommen. Da dieses jedoch keine einwandfreie Identifizierung des Fahrers ermöglicht, werden diese Anlagen nach und nach umgebaut.

### Gleichzeitige Geschwindigkeitsüberwachung
Geräte der neueren Generation sind in der Lage, gleichzeitig die Einhaltung der zulässigen Höchstgeschwindigkeit zu überwachen und die Missachtung des Rotlichts zu ahnden. Da die Missachtung des Rotlichts häufig mit einer Überschreitung der zulässigen Höchstgeschwindigkeit einhergeht, können zwei Verstöße gleichzeitig geahndet werden.

## Mobile Rotlichtüberwachung
Von den stationären Anlagen sind die verschiedenen Möglichkeiten zur bedarfsorientierten mobilen Rotlichtüberwachung zu unterscheiden.

### Beobachtung
In Betracht kommt in erster Linie die gezielte Beobachtung einer bestimmten Lichtzeichenanlage durch Polizeibeamte oder Mitarbeiter der Ordnungsbehörden. Hierbei ist im Regelfall ein Anhalten der Tatfahrzeuge erforderlich, um eine eindeutige Fahreridentifizierung zu ermöglichen. Aus diesem Grunde ist der benötigte Personal- und Kostenaufwand für derartige Maßnahmen sehr hoch.
Denkbar ist auch die zufällige Beobachtung eines Verstoßes durch anwesende Amtsträger. Rechtlich ist in diesen Fällen sehr strittig, ob alleine aufgrund der Aussage des beobachtenden Polizeibeamten auch der Nachweis eines qualifizierten Rotlichtverstoßes möglich ist. In der Regel wird dies lediglich bei der gezielten Beobachtung einer Lichtzeichenanlage angenommen, wurde die Tat hingegen zufällig beobachtet, kann üblicherweise nur ein einfacher Verstoß geahndet werden.

### Video
Teilweise werden zur mobilen Rotlichtüberwachung auch Videoanlagen eingesetzt. Dabei werden im Bereich vor der Lichtzeichenanlage zwei auf Stativen montierte Kameras aufgestellt, die synchron zueinander laufen. Eine Kamera weist in Richtung der Lichtzeichenanlage, um deren Phasen sowie den eigentlichen Tatablauf zu dokumentieren. Die zweite Kamera weist in die entgegengesetzte Richtung, um den Fahrer zu identifizieren. Für die Bedienung einer solchen Installation ist, anders als bei der manuellen Beobachtung einer Lichtzeichenanlage, lediglich ein einziger Amtsträger erforderlich. Trotz dieses Kostenvorteils sind derartige Überwachungseinrichtungen selten anzutreffen.

## Umfahren einer Rotlichtanlage
Das Umfahren einer Lichtzeichenanlage (ein Verkehrsteilnehmer fährt zum Beispiel über ein Eckgrundstück, um eine Ampel an einer Kreuzung zu umfahren) gilt als ein „Klassiker“ des Verkehrsordnungswidrigkeiten-Rechts.
Das Oberlandesgericht Hamm urteilte am 2. Juli 2013 (Az. 1 RBs 98/13), dass der verhandelte Fall kein Rotlichtverstoß war.

## Ahndung, Bußgeld, Urteile
Ein einfacher Rotlichtverstoß zieht ein Bußgeld von 90 € nach sich und wird im Fahreignungsregister mit einem Punkt bewertet. Für einen qualifizierten Verstoß (bereits länger als eine Sekunde andauernde Rotphase) werden 200 € Bußgeld fällig. Die Tat wird mit zwei Punkten bewertet und außerdem ein Fahrverbot für die Dauer eines Monats verhängt. Bei Vorliegen einer Gefährdung (320 €) oder eines Unfalls (360 €) können noch höhere Bußgelder und längere Fahrverbote verhängt werden, eine Ahndung als Straftat durch Gefährdung des Straßenverkehrs (§ 315c StGB) ist im Einzelfall möglich.
In der Probezeit werden jegliche Rotlichtverstöße als A-Verstoß eingestuft; die Begehung eines Rotlichtverstoßes innerhalb dieser zieht daher zusätzlich Probezeitmaßnahmen mit sich (beim ersten A-Verstoß: Anordnung zur Teilnahme an einem Aufbauseminar + Verlängerung der Probezeit um weitere 2 Jahre).
Haltlinienverstöße werden hingegen lediglich mit einem Verwarnungsgeld von 10 € geahndet, sofern keine Gefährdung anderer Verkehrsteilnehmer vorlag.
Rotlichtverstöße gehören zu den besonders schwerwiegenden Ordnungswidrigkeiten im Straßenverkehr und werden daher relativ streng geahndet.
1.) Bei der strengen Ahndung muss folgendes zweifelsfrei festgestellt worden sein:
- Ist das Uhrwerk der Rotlichtkamera exakt und quarzgesteuert?
- Zeigt die im Foto eingeblendete Zeitanzeige die Zeit in Hundertstelsekunden an?
- Wurde die Gelb- und Rotlichtzeit der Ampel separat erfasst?
- Geht der Zeitpunkt der Messung (Zeitpunkt, an dem das Bild entstanden ist) beim Überfahren der Induktionsschleife aus dem Foto hervor?
- Stimmte die Weg-Zeit  der Induktionsschleife mit der Kamera genau überein?

2.) Wurde lediglich die Haltlinie überfahren, aber noch vor dem Beginn des Schutzbereiches der Lichtzeichenanlage angehalten, liegt lediglich ein Haltlinienverstoß vor. Ein Sensor in der Fahrbahn steuert eine Überwachungskamera, wo dann die Zeit gemessen wird. Bei bis zu 1,1 Sekunden der Rotlichtphase darf nur ein Bußgeld verlangt werden. Solange in Deutschland die Rotlichtphase in den Bundesländern unterschiedlich gemessen wird, ist die strengere Messung mit der bundeseinheitlichen Gesetzgebung nicht vereinbar. Somit kommt bei der Ahndung mit weniger als einer Sekunde Rotlichtphase nur ein Bußgeld in Betracht.
3.) Wurde nach mehr als einer Sekunde Rotlicht in die Kreuzung eingefahren, ohne jemanden zu gefährden, kann vom Fahrverbot abgesehen werden, wenn keine Punkte in der Verkehrssünderkartei vorhanden sind und der Führerschein beruflich gebraucht wird. Genauso ist auch bei einem Ersttäter zu verfahren.
4.) Wenn bei der Gelbphase nicht gefahrlos angehalten werden kann, darf der Kraftfahrer bei gebotener Vorsicht weiterfahren. Bei einer Not- bzw. Vollbremsung vor der Lichtzeichenanlage darf der nachfolgende Verkehr nicht gefährdet werden. Die normale Betriebsbremsung erreicht eine Verzögerung von 3,5 bis 4 m/s². Eine Notbremsung hat eine Verzögerung von 6,5 m/s². Bei zulässiger Fahrgeschwindigkeit z. B. mit 50 km/h muss das Kraftfahrzeug bei der Gelbphase mit einer normalen Betriebsbremsung zum Stehen kommen. Eine Voll- bzw. Notbremsung würde die Gefahr von Auffahrunfällen unangemessen steigern. Die Dauer der Gelbphase beträgt in der Regel bei einem Geschwindigkeitslimit von 50 km/h 3 Sekunden, bei 60 km/h 4 Sekunden und bei 70 km/h 5 Sekunden. Bei 50 km/h wird in der Sekunde 13,9 m an Strecke zurückgelegt und somit blieben ca. 40 m (bei 3.5–4 ms² Verzögerung und 1 s Reaktionszeit) zum Anhalten. Diese Werte gelten nur für den PKW, der in etwa 35 m bei einer Vollbremsung zum Stillstand kommen kann. Bei einem beladenen LKW mit 40 Tonnen Gesamtgewicht muss ein dementsprechend längerer Anhalteweg bei einer normalen Betriebsbremsung errechnet und/oder durch ein Gutachten belegt werden.
5.) Von der Bußgeldstelle ist der Vorsatz beim Rotlichtverstoß nachzuweisen und mit welcher Geschwindigkeit sich das Kraftfahrzeug der Lichtzeichenanlage genähert hat. Die Behörde muss wissen, wie weit der Kraftfahrer beim Erkennen des Gelblichts von der Ampel entfernt war.
6.) Bei Arbeitsplatzverlust durch die Einziehung der Fahrerlaubnis infolge eines Rotlichtverstoßes ist die Verhältnismäßigkeit der Mittel zu berücksichtigen. Hier darf nicht die Existenz des Angeklagten gefährdet werden, auch wenn er schon mehrmals als Verkehrssünder in Erscheinung getreten ist. Es muss mit anderen Mitteln versucht werden, dass sich der Verkehrssünder in Zukunft an die bestehenden Verkehrsregeln hält.
7.) Wenn die vorhergehenden 6 Punkte keine Berücksichtigung finden und beim Obsiegen des Gerichtsverfahrens der Verkehrssünder Recht bekommt, hat der Verursacher der unkorrekten Angelegenheit (Kommune/Land) den Schaden zu ersetzen.

## Österreich

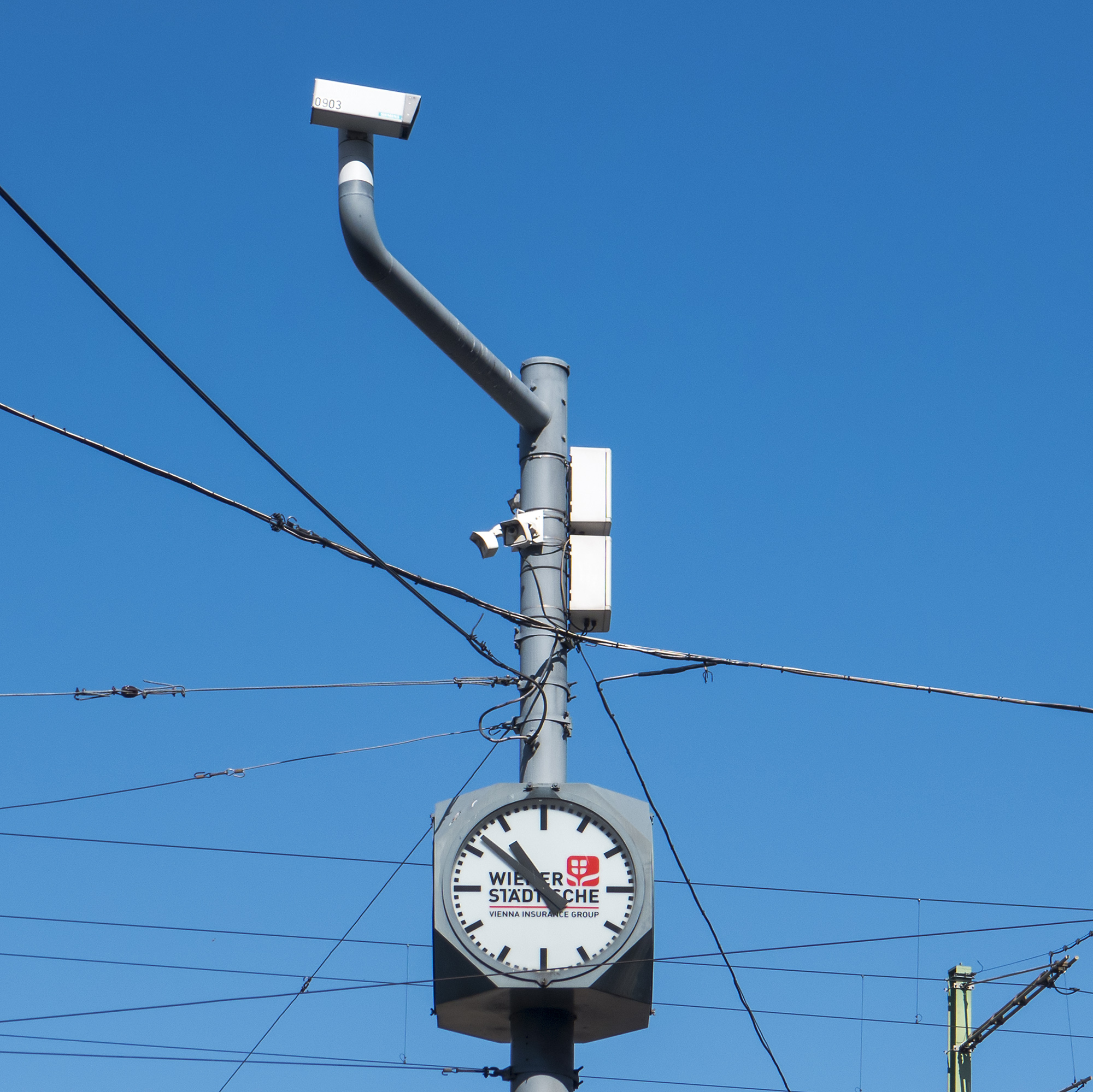
Kameras der Rotlichtüberwachung (Mitte)

Die Rotlichtüberwachung in Österreich, auch als Ampelradar oder Rotlicht-Radar bezeichnet, dient der automationsunterstützten Feststellung eines Verkehrsverstoßes durch Verkehrsteilnehmer.

### Rechtliches
Eine erste gesetzliche Regelung dieser Rotlicht-Überwachungssysteme erfolgte durch den neu hinzugekommenen § 98d. (Überwachung der Beachtung von Lichtzeichen) in der 22. Novelle vom 25. März 2009 der Straßenverkehrsordnung (StVO) 1960. Danach durften die Behörden bildverarbeitende technische Einrichtungen verwenden und damit Daten ermitteln, die zur Identifizierung von Fahrzeugen oder Verkehrsteilnehmern geeignet sind, um sie für Zwecke eines Verwaltungsstrafverfahrens wegen einer Missachtung eines Rotlichtzeichens zu verwenden (§ 98d.(3)). In der 28. Novelle vom 13. Jänner 2017 der Straßenverkehrsordnung (StVO) 1960 wurde unter dem Titel „Zulässige Weiterverwendung von Daten in bestimmten Fällen“ der § 98g. hinzugefügt. Dieser besagt, dass die ermittelten Daten auch für Zwecke eines nachfolgenden Verwaltungsstrafverfahrens wegen bestimmter Verstöße gegen das Kraftfahrgesetz 1967 (§ 102 Abs. 3 5. Satz sowie § 106 Abs. 1, 2, 5, 7 und 12 KFG) verwendet werden dürfen, wie beispielsweise das Telefonieren während des Fahrens ohne Benützung einer Freisprecheinrichtung oder den nicht bestimmungsgemäßen Gebrauch des Sicherheitsgurtes.

### Geschichte
Im Jahr 2010 betrieb die österreichische Bundespolizei drei Rotlichtüberwachungsanlagen und betreute weitere an unbekannter Anzahl im Zuge von Kooperationen mit Städten und Gemeinden.
Seit einigen Jahren werden auch Kameras in Verbindung mit Eisenbahnkreuzungen eingesetzt. So wurden sie in Kärnten im Jahr 2013 durch die ÖBB erstmals installiert.
Wien

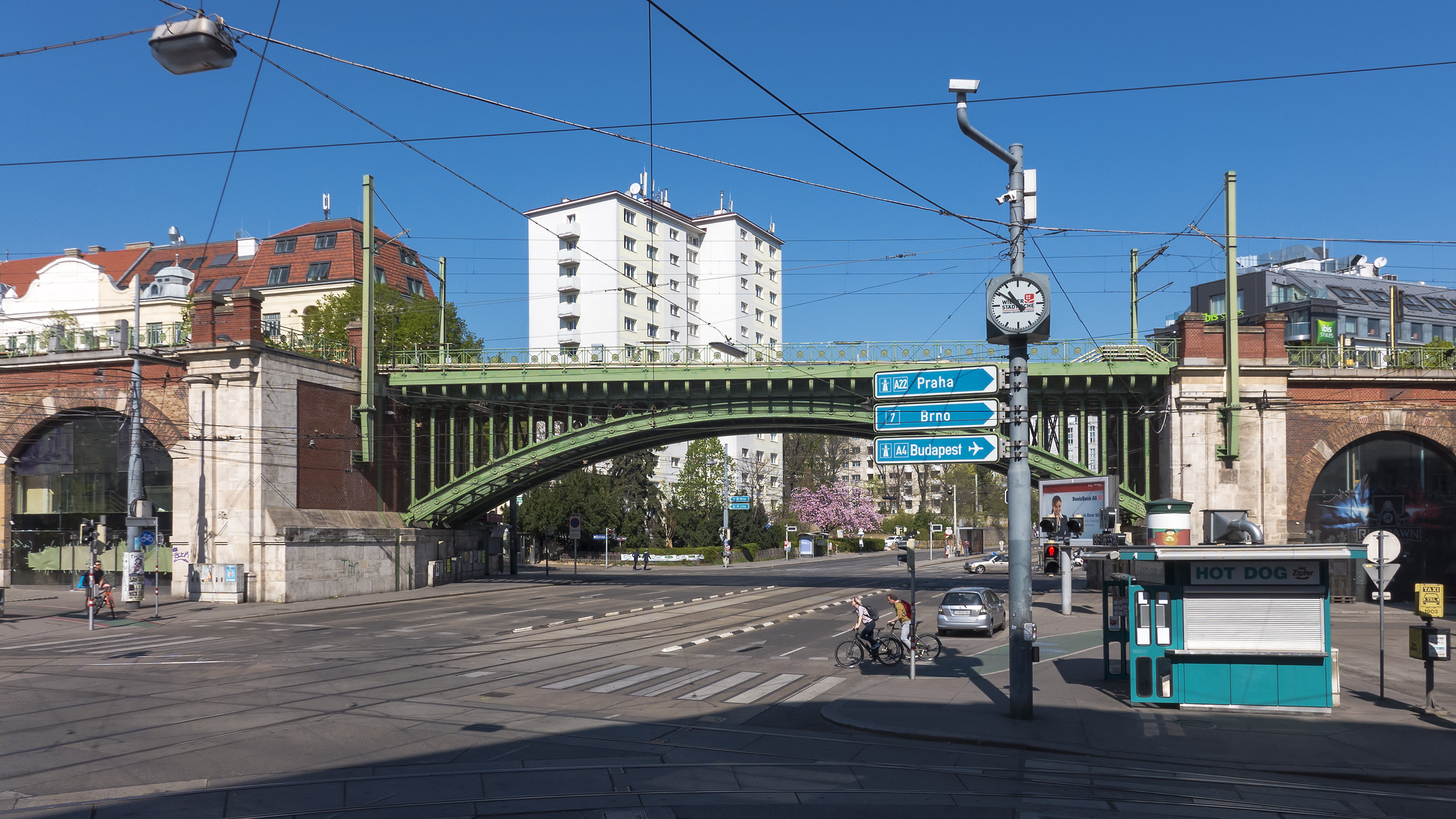
Kreuzung Währinger Gürtel / Nussdorfer Straße

Nach mehrjähriger Planung wurde im 9. Wiener Gemeindebezirk Alsergrund an der Kreuzung Währinger Gürtel/Nussdorfer Straße Anfang Mai 2007 das erste „Ampelradar“ Wiens in regulären Betrieb genommen. Im Anschluss gab es in den ersten drei Monaten fast 1900 Anzeigen. Im darauffolgenden Jahr wurde im März zu Testzwecken ein zweites „Ampelradar“ mit anderer Technologie auf der Linken Wienzeile beim Getreidemarkt installiert. Mitte 2010 wurde dann bekanntgegeben, dass weitere fünf Anlagen aufgestellt werden und zwar: 1. Bezirk: Schottenring vor Franz-Josefs-Kai, 5. Bezirk: Reinprechtsdorfer Straße / Schönbrunner Straße (Richtung Süden), 9. Bezirk: Universitätsstraße – Währinger Straße, Blickrichtung in die Maria Theresien Straße, 12. Bezirk: Altmannsdorfer Straße – vor der Sagedergasse und 15. Bezirk: Neubaugürtel vor der Felberstraße. Dabei wurde auch bekanntgegeben, dass ein „Kamerasystem“ rund 5000 bis 6000 Verstöße pro Jahr registriert und Strafen von 70,- Euro (wegen Missachtung der roten Ampel) sowie 105,- Euro (wenn zusätzlich der Querverkehr behindert wird) verhängt werden.
Linz
In Linz gab es bereits 1988 die erste automatisierte Rotlichtüberwachung. Dieses System verwendete noch eine analoge Kamera, die durch in die Fahrbahn eingelassene Induktionsschleifen ausgelöst wurde. Dieses System war jedoch bei schlechter Witterung (Niederschlag, Nebel) fehleranfällig. Seit 2009 werden digitale Rotlicht-Überwachungssysteme verwendet, die mittels Detektionsverfahren (Radar) die Rotlichtverstöße erfassen.

## Schweiz
In der Schweiz wird zwischen Erfolgsdelikten und Gefährdungsdelikten unterschieden. Die Verkehrsmissachtung ist ein Erfolgsdelikt, wenn sie zu Körperverletzung oder Todesfolge geführt hat. Bei den Gefährdungsdelikten werden vorsätzliche und fahrlässige Missachtungen des Rotlichtes unterschieden.
Rotlichtübertretungen ohne konkrete oder abstrakte Gefährdung werden mit einer Ordnungsbuße von 250 Schweizer Franken bestraft (vgl. OBV 309.1).